# JUDY AND MARY
JUDY AND MARY （ジュディ・アンド・マリー、英略：JAM） は、日本のロックバンド。活動期間は1992年 - 1998年および2000年 - 2001年。略称は「ジュディマリ」。

## 略歴
1991年6月、ヘヴィメタルバンド「JACKS'N'JOKER」のメンバーとしてメジャーデビューしていた恩田が、映画『いつかギラギラする日』の撮影で北海道を訪れた際、エキストラとして参加していた当時短大生のYUKIと知り合う。映画スタッフ達との飲み会の場で、YUKIが「バンドをやりたいけどどうすればいいのかわからない」と恩田に相談した事がきっかけで、YUKIは恩田にデモテープを送る。歌声を気に入った恩田は、1992年2月、YUKI、恩田、藤本泰司を中心に“Judy And Mary”を結成した。このバンド名は快活でポジティヴな女のコ“ジュディ”とすこしひねくれ者のネガティヴな女のコ“マリー”という女の子の二面性を表しており、それがそのままYUKI自身に当てはまることもあって、以前から恩田が構想を練っていた『女のコが歌うポップで切ないサウンドをバンドでやる』というイメージに沿ったバンド名となった。同年4月、インディーズレーベルよりアルバム『BE AMBITIOUS』を発表。11月、サポートメンバーだった五十嵐公太が正式に加入。ただこの頃は、メインのバンドを持つ恩田のサイド・ソロ・プロジェクトに近く、このバンドでのデビューは目指していなかった。そのため、制作やライブの費用は全て恩田が負担し、メンバーにはギャラを支払っていた。恩田も「YUKIちゃんもこのアルバムを名刺代わりに（業界入り）出来れば」と話していた。この時点では一過性のつもりであり、アルバム発表・ライブ後は既に解散状態になっていた。
しかし、恩田はこのバンドへの熱意が解散後に強く湧き上がってきたため、再始動を決意。当時フリーの状態であったYUKIには予め伝えたが、他のメンバーにはその事を告げず、先にデビューの段取りを行い、JACKS'N'JOKERの脱退〜デビュー契約など全てが整った時点で再始動を伝え、同意を求めた。五十嵐はこれに同意したものの、藤本は既にソロ・アルバムをバンドで作る構想があったため、JUDY AND MARYでのデビューは辞退せざるを得ず、脱退。
1993年2月、その藤本に代わる形でオーディションによりTAKUYAが加入。同年9月にエピックソニーよりシングル「POWER OF LOVE」でメジャーデビュー。
1994年1月、アルバム『J・A・M』発表。12月、佐久間正英プロデュースによるアルバム『ORANGE SUNSHINE』を発表。オリコンチャート初登場5位を記録し、同アルバムを引っ提げて行なわれたツアー『ORANGE SUNSHINE TOUR』では初の渋谷公会堂公演を行なう。この頃、公式ファンクラブ「JAMP」が発足。
1995年5月、初の日比谷野外音楽堂公演を含む『JUST A MAMBO TOUR』開催。6月に発売されたシングル「Over Drive」がオリコンチャート初登場こそ4位だったものの60万枚以上を売上げるヒットを記録。12月には前作と同じく佐久間プロデュースのアルバム『MIRACLE DIVING』を発表。このアルバムも100万枚に迫る売上げを記録した。
1996年、全国ツアー『MIRACLE NIGHT DIVING TOUR 1996』を開催。初の日本武道館、大阪城ホール公演を含む全国19都市23公演を行い、日本武道館公演では2日間に渡り開催。即日完売、満員を記録。2月、シングル「そばかす」がオリコンチャート初登場1位を獲得、100万枚の売上を記録した。この年、同曲で「第47回NHK紅白歌合戦」に初出場した。
1997年3月、アルバム『THE POWER SOURCE』を発表。オリコンチャート初登場1位を獲得し300万枚に迫る売り上げで、バンド史上最高セールスを記録した。初の国立代々木競技場第一体育館公演にして2日間公演、大阪城ホール2日間を含む全国ツアー『THE POWER SAUCE DELIVERY '97』を開催し、各地で即日完売となる。8月には横浜スタジアム、阪神甲子園球場を含む、初の野外スタジアムコンサートツアー『THE POWER STADIUM DESTROY '97』を開催。同年、YUKIの喉の不調のため一時活動休止。
1998年6月、アルバム『POP LIFE』を発表、100万枚以上を売り上げる。アルバムのレコーディングはロンドンで行われた。7月より初の全国アリーナツアー『POP LIFE TOUR '98』を開催。10月3日にはTBSの「オールスター感謝祭」に回答者として出演した。12月26日には初の東京ドーム公演『POP LIFE IN TOKYO DOME』を開催。2日後にオールスタンディングのシークレットライブ『Secret Live In The Garden Hall』を恵比寿ザ・ガーデンホールにて開催。「散歩道」で「第49回NHK紅白歌合戦」に2年ぶり、2度目の出場。以降、充電期間に入る。
1999年は初のライブアルバムとライブビデオ2本をリリースした以外はJUDY AND MARYとしての表立った活動は無かった。各メンバーはソロや別ユニットで活動。
約1年間の休止の後、2000年2月、シングル「Brand New Wave Upper Ground」をリリースし、活動再開。3月には初のベストアルバム『FRESH』を発表、200万枚以上を売り上げる。以降も積極的にシングルをリリースし、夏にはイベントライブにも出演。9月、YUKIが結婚を発表。11月に初のアコースティックライブ『ブエナ・ビータローカ・ソシアル・クラブバンドwithジュディ・アンド・マリー2000』をZEPP TOKYOにて開催するなど、精力的に活動。12月、翌年2001年1月にシングル、2月にはアルバムの発売を発表する。
2001年1月9日に全国紙朝刊の全面広告で解散を発表。24日に、オリジナルとしてはラストシングルとなる「ラッキープール」をリリース。2月にワタナベノブタカとの共同プロデュースによる2年8ヶ月ぶりにして最後のオリジナル・アルバム『WARP』が発売され、当日からラストライブツアー『WARP TOUR』をZepp Sapporoより開催し、各地のアリーナ会場・ドーム会場を廻り、3月7日、8日の東京ドーム2Daysライブをもって解散。翌日9日に『WARP』収録曲の「PEACE」にストリングスアレンジを加えた「PEACE -strings version-」を限定生産シングルとして発売。同年5月、ファン投票を元に選曲された2枚組ベスト・アルバム『The Great Escape -COMPLETE BEST-』を発売し100万枚に迫るセールスを記録。また、同月に『WARP TOUR』東京ドーム公演の模様を収めたDVDを発売。6月、最後の新録ミュージック・ビデオを納めたDVD『PEACE』をリリース。監督は、2007年カンヌ国際映画祭グランプリを受賞した河瀬直美。
解散から5年後の2006年2月、2000年にリリースしたベスト・アルバム『FRESH』に同年から解散までの間にリリースしたシングル楽曲4曲を追加し、ロンドンでTAKUYA立会いの下リマスタリングを施し、追加楽曲4曲のミュージック・ビデオを収録したDVDを同梱したリニューアル盤『COMPLETE BEST ALBUM「FRESH」』を発売。オリコンチャート初登場2位を獲得し、30万枚以上を売り上げた。『COMPLETE BEST ALBUM「FRESH」』発売時には、オフィシャルサイト等においてメンバー4人のコメントが発表されるなどしたが、解散以降に4人揃ってメディアに登場した事は一度も無い。
2009年3月、デビュー15周年を記念したトリビュート・アルバム『JUDY AND MARY 15th Anniversary Tribute Album』がリリース。
8月、全てのシングルを全曲リマスタリングし、シングルBOXにした『JUDY AND MARY 15th Anniversary Complete Single Box』をリリース。

## メンバー
詳細は各記事を参照。
| YUKI       | （ユキ）           | ボーカル         | 1972年2月17日（53歳）  | 北海道   | インディーズ時代は「SARAH」        |
| TAKUYA     | （タクヤ）         | ギター           | 1971年9月9日（53歳）   | 京都府   | 加入当初は本名の「浅沼拓也」を使用 |
| 恩田快人   | （おんだよしひと） | ベース、リーダー | 1963年12月13日（61歳） | 兵庫県   | インディーズ時代は「TWIDDELDUM」   |
| 五十嵐公太 | （いがらしこうた） | ドラムス         | 1963年1月17日（62歳）  | 神奈川県 | インディーズ時代は「RALPH」        |

### 元メンバー
- ALPH（藤本泰司） - ギター。

## 楽曲
ほとんどの曲の作詞はYUKIが行い、TAKUYAと共作したものはTack & Yukky（またはTack and Yukky）というクレジットになっている。
ロリータパンクバンドとして出発した初期の頃は恩田快人が書いた曲が多い。やがてバンドがポップ路線へと転換するにつれて、恩田が作る“切なさや女の子らしさ”を感じさせるような楽曲と、TAKUYAが作るより実験的な色合いのポップソングが混在するようになった。「散歩道」「あたしをみつけて」を始め一部楽曲は五十嵐公太作曲。
『ORANGE SUNSHINE』以降の一連のアルバムは佐久間正英プロデュース。

## 解散の経緯
難産となった『POP LIFE』制作時点で、アルバムを作り上げるプロセスに無理が生じていることをメンバーが認識するようになった。1999年の活動休止期間中にメンバーそれぞれがバンド外で音楽活動をした上で、『Brand New Wave Upper Ground』リリース後に恩田からメンバーに「このまま続けて行くことはできない」旨の申し出があった。恩田は自分の脱退後も残った3人、もしくは新しいベーシストを加えてJUDY AND MARYを続けてほしい意向を持っていたが、他メンバーは報告を受けた時点でバンド解散を考え、結果として解散を前提に『WARP』製作がなされることになり、全アルバムで唯一、恩田は作曲をしていない。

## 作品
メジャーデビュー後はエピックレコーズ（旧エピックソニー）より発売。

### シングル
| #                     | 発売日                | タイトル                       | 規格番号              | 順位                  | 初収録アルバム        |
| Epic Records レーベル | Epic Records レーベル | Epic Records レーベル          | Epic Records レーベル | Epic Records レーベル | Epic Records レーベル |
| --------------------- | --------------------- | ------------------------------ | --------------------- | --------------------- | --------------------- |
| 1                     | 1993/09/22            | POWER OF LOVE                  | ESDB-3417             | 95                    | J・A・M               |
| 2                     | 1993/11/21            | BLUE TEARS                     | ESDB-3439             |                       | J・A・M               |
| 3                     | 1994/04/21            | DAYDREAM / キケンな2人         | ESDB-3473             | 58                    | J・A・M               |
| 4                     | 1994/08/21            | Hello! Orange Sunshine / RADIO | ESDB-3504             | 22                    | ORANGE SUNSHINE       |
| 5                     | 1994/11/02            | Cheese ”PIZZA” / クリスマス    | ESDB-3530             | 15                    | ORANGE SUNSHINE       |
| 6                     | 1995/01/21            | 小さな頃から / 自転車          | ESDB-3550             | 37                    | ORANGE SUNSHINE       |
| 7                     | 1995/06/19            | Over Drive                     | ESDB-3577             | 4                     | MIRACLE DIVING        |
| 8                     | 1995/10/21            | ドキドキ                       | ESDB-3630             | 8                     | MIRACLE DIVING        |
| 9                     | 1996/02/19            | そばかす                       | ESDB-3655             | 1                     | THE POWER SOURCE      |
| 10                    | 1996/10/28            | クラシック                     | ESDB-3730             | 3                     | THE POWER SOURCE      |
| 11                    | 1997/02/21            | くじら12号                     | ESDB-3747             | 5                     | THE POWER SOURCE      |
| 12                    | 1997/05/21            | ラブリーベイベー               | ESDB-3760             | 12                    | THE POWER SOURCE      |
| 13                    | 1997/10/15            | LOVER SOUL                     | ESDB-3800             | 5                     | POP LIFE              |
| 14                    | 1998/02/11            | 散歩道                         | ESDB-3820             | 3                     | POP LIFE              |
| 15                    | 1998/04/01            | ミュージック ファイター        | ESDB-3830             | 4                     | POP LIFE              |
| 16                    | 1998/09/09            | イロトリドリ ノ セカイ         | ESDB-3859             | 11                    | POP LIFE              |
| 17                    | 1998/11/11            | 手紙をかくよ                   | ESDB-3881             | 21                    | POP LIFE              |
| 18                    | 2000/02/23            | Brand New Wave Upper Ground    | ESCB-2102             | 4                     | WARP                  |
| 19                    | 2000/07/05            | ひとつだけ                     | ESCB-2133             | 9                     | WARP                  |
| 20                    | 2000/11/22            | mottö                          | ESCB-2183             | 8                     | WARP                  |
| 21                    | 2001/01/24            | ラッキープール                 | ESCB-2198             | 3                     | WARP                  |
| 22                    | 2001/03/09            | PEACE -strings version-        | ESCB-2218             | 8                     |                       |

### アルバム

#### フルアルバム
| #                     | 発売日                | タイトル              | 規格番号              | 規格番号              | 順位                  |
| #                     | 発売日                | タイトル              | CD                    | MD                    | 順位                  |
| Epic Records レーベル | Epic Records レーベル | Epic Records レーベル | Epic Records レーベル | Epic Records レーベル | Epic Records レーベル |
| --------------------- | --------------------- | --------------------- | --------------------- | --------------------- | --------------------- |
| 1                     | 1994/01/21            | J・A・M               | ESCB-1466             | ESYB-7070             | 23                    |
| 2                     | 1994/12/01            | ORANGE SUNSHINE       | ESCB-1555             | ESYB-7085             | 5                     |
| 3                     | 1995/12/04            | MIRACLE DIVING        | ESCB-1707             | ESYB-7108             | 2                     |
| 4                     | 1997/03/26            | THE POWER SOURCE      | ESCB-1805             | ESYB-7135             | 1                     |
| 5                     | 1998/06/24            | POP LIFE              | ESCB-1890             | ESYB-7161             | 2                     |
| 6                     | 2001/02/07            | WARP                  | ESCB-2222             |                       | 1                     |

#### ミニアルバム
| #                          | 発売日                     | タイトル                   | 規格番号                   |
| CHAIN SAW RECORDS レーベル | CHAIN SAW RECORDS レーベル | CHAIN SAW RECORDS レーベル | CHAIN SAW RECORDS レーベル |
| -------------------------- | -------------------------- | -------------------------- | -------------------------- |
| 1                          | 1992/04/??                 | BE AMBITIOUS               | BXCR-1                     |

#### ベストアルバム
| #                     | 発売日                | タイトル                         | 規格番号              | 順位                  |
| Epic Records レーベル | Epic Records レーベル | Epic Records レーベル            | Epic Records レーベル | Epic Records レーベル |
| --------------------- | --------------------- | -------------------------------- | --------------------- | --------------------- |
| 1                     | 2000/03/23            | FRESH                            | ESCB-2110             | 1                     |
| 2                     | 2001/05/23            | The Great Escape -COMPLETE BEST- | ESCB-2230～1          | 2                     |
| 3                     | 2006/02/08            | COMPLETE BEST ALBUM「FRESH」     | ESCL-2761～3          | 1                     |

#### ライブアルバム
| #                     | 発売日                | タイトル              | 規格番号              | 順位                  |
| Epic Records レーベル | Epic Records レーベル | Epic Records レーベル | Epic Records レーベル | Epic Records レーベル |
| --------------------- | --------------------- | --------------------- | --------------------- | --------------------- |
| 1                     | 1999/03/31            | 44982 VS 1650         | ESCB-1967             | 7                     |

#### 企画盤
| #                          | 発売日                     | タイトル                                                       | 規格番号                   |
| CHAIN SAW RECORDS レーベル | CHAIN SAW RECORDS レーベル | CHAIN SAW RECORDS レーベル                                     | CHAIN SAW RECORDS レーベル |
| -------------------------- | -------------------------- | -------------------------------------------------------------- | -------------------------- |
| 1                          | 2001/09/19                 | 1992 JUDY AND MARY -BE ANBITIOUS- + It's A Gaudy It's A Gross- | ESCB-2262                  |

#### トリビュートアルバム
| #                     | 発売日                | タイトル                                     | 規格番号              | 順位                  |
| Epic Records レーベル | Epic Records レーベル | Epic Records レーベル                        | Epic Records レーベル | Epic Records レーベル |
| --------------------- | --------------------- | -------------------------------------------- | --------------------- | --------------------- |
| 1                     | 2009/03/18            | JUDY AND MARY 15th Anniversary Tribute Album | ESCL-3177             | 9                     |

- デビュー15周年記念の一環でリリースされたトリビュートアルバム。

#### コレクションボックス
| #                     | 発売日                | タイトル                             | 規格番号              | 順位                  |
| Epic Records レーベル | Epic Records レーベル | Epic Records レーベル                | Epic Records レーベル | Epic Records レーベル |
| --------------------- | --------------------- | ------------------------------------ | --------------------- | --------------------- |
| 1                     | 2009/08/05            | 15th Anniversary Complete Single Box | ESCL-3220             | 83                    |

- 全シングル22枚（12cm化・紙ジャケット仕様）+15周年記念Tシャツがセットになったボックスセット。デビュー15周年記念の一環でリリースされる。限定盤。

### 映像作品

#### ビデオクリップ集
| #                     | 発売日                | タイトル                                                | 規格番号              | 規格番号              | 規格番号              |
| #                     | 発売日                | タイトル                                                | DVD                   | VHS                   | LD                    |
| Epic Records レーベル | Epic Records レーベル | Epic Records レーベル                                   | Epic Records レーベル | Epic Records レーベル | Epic Records レーベル |
| --------------------- | --------------------- | ------------------------------------------------------- | --------------------- | --------------------- | --------------------- |
| 1                     | 1994/12/12            | HYPER 90'S JAM TV                                       |                       | ESVU-423              | ESLU-423              |
| 2                     | 1998/04/01            | ミュージック ファイター                                 | ESVU-493              |                       |                       |
| 3                     | 1998/11/11            | 手紙をかくよ                                            | ESVU-508              |                       |                       |
| 4                     | 2000/04/19            | Brand New Wave Upper Ground                             | ESBB-2012             | ESVU-523              |                       |
| 5                     | 2000/12/06            | mottö                                                   | ESBB-2046             | ESVU-542              |                       |
| 6                     | 2001/02/21            | JUDY AND MARY ALL CLIPS -JAM COMPLETE VIDEO COLLECTION- | ESBB-2048             | ESVU-544              |                       |
| 6                     | 2003/11/19            | JUDY AND MARY ALL CLIPS -JAM COMPLETE VIDEO COLLECTION- | ESBL-2116             |                       |                       |

#### ライブビデオ
| #                     | 発売日                | タイトル                       | 規格番号              | 規格番号              | 規格番号              |
| #                     | 発売日                | タイトル                       | DVD                   | VHS                   | LD                    |
| Epic Records レーベル | Epic Records レーベル | Epic Records レーベル          | Epic Records レーベル | Epic Records レーベル | Epic Records レーベル |
| --------------------- | --------------------- | ------------------------------ | --------------------- | --------------------- | --------------------- |
| 1                     | 1996/12/09            | MIRACLE NIGHT DIVING TOUR 1996 |                       | ESVU-451              | ESLU-451              |
| 1                     | 2000/04/19            | MIRACLE NIGHT DIVING TOUR 1996 | ESBB-2010             |                       |                       |
| 2                     | 1997/12/01            | THE POWER STADIUM DESTROY ’97  |                       | ESVU-490              |                       |
| 2                     | 2000/04/19            | THE POWER STADIUM DESTROY ’97  | ESBB-2011             |                       |                       |
| 3                     | 1999/04/21            | POP LIFE SUICIDE 1             | ESBB-2002             | ESVU-511              |                       |
| 4                     | 1999/05/21            | POP LIFE SUICIDE 2             | ESBB-2003             | ESVU-513              |                       |
| 5                     | 2001/05/09            | WARP TOUR FINAL                | ESBB-2054～5          | ESVU-548              |                       |
| 5                     | 2003/11/19            | WARP TOUR FINAL                | ESBL-2117             |                       |                       |

## タイアップ一覧
| 使用年 | 曲名                        | タイアップ |
| ------ | --------------------------- | --- |
| 1994年 | JUDY IS A T∀NK GIRL         | テレビ神奈川『ミュージックトマトJAPAN』テーマソング                                                                                      |
| 1994年 | Hello! Orange Sunshine      | NHK-BS火曜日イメージソング |
| 1994年 | クリスマス                  | 東海銀行クリスマスキャンペーンソング |
| 1995年 | 小さな頃から                | フジテレビ系『Rooms』エンディングテーマ                                                                                                  |
| 1995年 | 自転車                      | 明治製菓「ポイフル」CMソング |
| 1995年 | 自転車                      | フジテレビ系『めちゃ×2モテたいッ!』オープニングテーマ（1995年10月 - 1996年3月）                                                          |
| 1995年 | Over Drive                  | トヨタ自動車「カローラツーリングワゴン」CMソング                                                                                         |
| 1995年 | ドキドキ                    | NHK総合『ポップジャム』オープニングテーマ                                                                                                |
| 1996年 | そばかす                    | フジテレビ系アニメ『るろうに剣心 -明治剣客浪漫譚-』オープニングテーマ（第1話 - 第38話）                                                  |
| 1996年 | そばかす                    | ソニー・クリエイティブプロダクツ「るろうに剣心 文具シリーズ」CMソング                                                                    |
| 1996年 | RADIO                       | フジテレビ系『めちゃ×2モテたいッ!』オープニングテーマ（1996年4月 - 9月）                                                                 |
| 1996年 | クラシック                  | TBS系『Pop-file』オープニングテーマ |
| 1996年 | BLUE TEARS                  | フジテレビ系『めちゃ2イケてるッ!』エンディングテーマ（1996年10月19日 - 1997年3月29日ほか）                                               |
| 1996年 | おめでとう                  | NHK総合 ドラマ新銀河『いつか見た空』主題歌                                                                                               |
| 1997年 | くじら12号                  | 本田技研工業「ライブ・Dio」CMソング |
| 1997年 | BIRTHDAY SONG               | 富士写真フイルム「EPION」CMソング |
| 1997年 | Hello! Orange Sunshine      | フジテレビ系『めちゃ2イケてるッ!』エンディングテーマ（1997年4月19日 - 10月4日）                                                          |
| 1997年 | ラブリーベイベー            | TBS系『POP FILE』オープニングテーマ |
| 1997年 | The Great Escape            | ソニー「MD」CMソング |
| 1997年 | LOVER SOUL                  | 資生堂「ヌーヴ コロン」CMソング |
| 1997年 | BATHROOM                    | 資生堂「ヌーヴ ネールカラー」CMソング |
| 1998年 | 散歩道                      | フジテレビ系 水曜劇場『ニュースの女』主題歌                                                                                              |
| 1998年 | ミュージック ファイター     | 富士写真フイルム「AXIA MD PS」CMソング                                                                                                   |
| 1998年 | ドキドキ                    | サンテレビ『金曜いきいきタイム』テーマソング（1998年4月 - 2002年3月）                                                                    |
| 1998年 | イロトリドリ ノ セカイ      | 富士写真フイルム「AXIA for MAJOR HITS」CMソング                                                                                          |
| 1998年 | ランチ イン サバンナ        | NTTドコモ九州「ドコモのポケベル」CMソング                                                                                                |
| 1998年 | ナチュラル ビュウティ'98    | 資生堂「ヌーヴ カラークレヨン」CMソング                                                                                                  |
| 1998年 | 手紙をかくよ                | NTTドコモ関西「PHS」CMソング |
| 2000年 | Brand New Wave Upper Ground | 大塚製薬「ポカリスエット」CMソング |
| 2000年 | ガールフレンド              | 日本テレビ系『The独占サンデー』テーマソング（2000年10月 - 2001年3月）                                                                    |
| 2001年 | ラッキープール              | 関西テレビ・フジテレビ系ドラマ『2001年のおとこ運』主題歌                                                                                 |
| 2001年 | あたしをみつけて            | 大塚製薬「ポカリスエット」CMソング |
| 2001年 | mottö                       | 日本テレビ系『The独占サンデー』テーマソング（2001年4月 - 2002年9月）                                                                     |
| 2001年 | Over Drive                  | 日本テレビ系『第21回全国高等学校クイズ選手権』エンディングテーマ                                                                         |
| 2004年 | Over Drive                  | 日本テレビ系『天才!志村どうぶつ園』エンディングテーマ（2004年 - ）                                                                       |
| 2004年 | くじら12号                  | 日本テレビ系『天才!志村どうぶつ園』エンディングテーマ（2004年 - ）                                                                       |
| 2004年 | 散歩道                      | 日本テレビ系『天才!志村どうぶつ園』エンディングテーマ（2004年 - ）                                                                       |
| 2006年 | BLUE TEARS                  | ドリームステージ配給映画『シムソンズ』主題歌                                                                                             |
| 2006年 | 小さな頃から                | ドリームステージ配給映画『シムソンズ』挿入歌                                                                                             |
| 2006年 | ドキドキ                    | HBCテレビ『Hana*テレビ』テーマソング（2006年4月 - 2009年3月）                                                                            |
| 2006年 | 夕暮れ                      | HBCテレビ『Hana*テレビ』18時台天気予報BGM（2006年4月 - 2009年3月）                                                                       |
| 2006年 | Over Drive                  | 日清食品「野菜スープヌードル」CMソング                                                                                                   |
| 2006年 | ドキドキ                    | 日清食品「野菜スープヌードル」CMソング                                                                                                   |
| 2006年 | クラシック                  | 日清食品「野菜スープヌードル」CMソング                                                                                                   |
| 2006年 | くじら12号                  | 日清食品「野菜スープヌードル」CMソング                                                                                                   |
| 2011年 | LOVER SOUL                  | 東宝配給映画『モテキ』モテ曲 |
| 2013年 | BLUE TEARS                  | TBS系ドラマNEO『放課後グルーヴ』第5話挿入歌                                                                                              |
| 2014年 | そばかす                    | バンダイナムコゲームス PS3・PS Vita用ゲームソフト「ジェイスターズ ビクトリーバーサス」収録曲                                             |
| 2018年 | そばかす                    | XFLAGスマホゲーム「モンスターストライク」×テレビアニメ「るろうに剣心 -明治剣客浪漫譚-」コラボ『志々雄を倒せる奴 出てこいや!!』篇CMソング |
| 2018年 | そばかす                    | 東宝配給映画『SUNNY 強い気持ち・強い愛』劇中歌                                                                                           |
| 2020年 | そばかす                    | テレビ東京系『有吉ぃぃeeeee!そうだ!今からお前んチでゲームしない?』7月度勝手にEDテーマ                                                    |

## ヘビーローテーション/パワープレイ

### テレビ
| 放送年 | 曲名           | ヘビーローテーション/パワープレイ          |
| ------ | -------------- | ------------------------------------------ |
| 1994年 | Cheese "PIZZA" | スペースシャワーTV 1994年11月度POWER PUSH! |

### ラジオ
| 放送年 | 曲名       | ラジオヘビーローテーション/パワープレイ                                      |
| ------ | ---------- | ---------------------------------------------------------------------------- |
| 1993年 | BLUE TEARS | ABCラジオ『ABCミュージックパラダイス』1993年12月度ミューパライチ押しナンバー |

## 出演

### NHK紅白歌合戦出場歴
| 年度/放送回               | 回 | 曲目     | 出演順 | 対戦相手   |
| ------------------------- | -- | -------- | ------ | ---------- |
| 1996年（平成8年）/第47回  | 初 | そばかす | 01/25  | ウルフルズ |
| 1998年（平成10年）/第49回 | 2  | 散歩道   | 06/25  | 山本譲二   |

注意点
- 出演順は「出演順/出場者数」で表す。